# ثيتروم أوربيس تيراروم

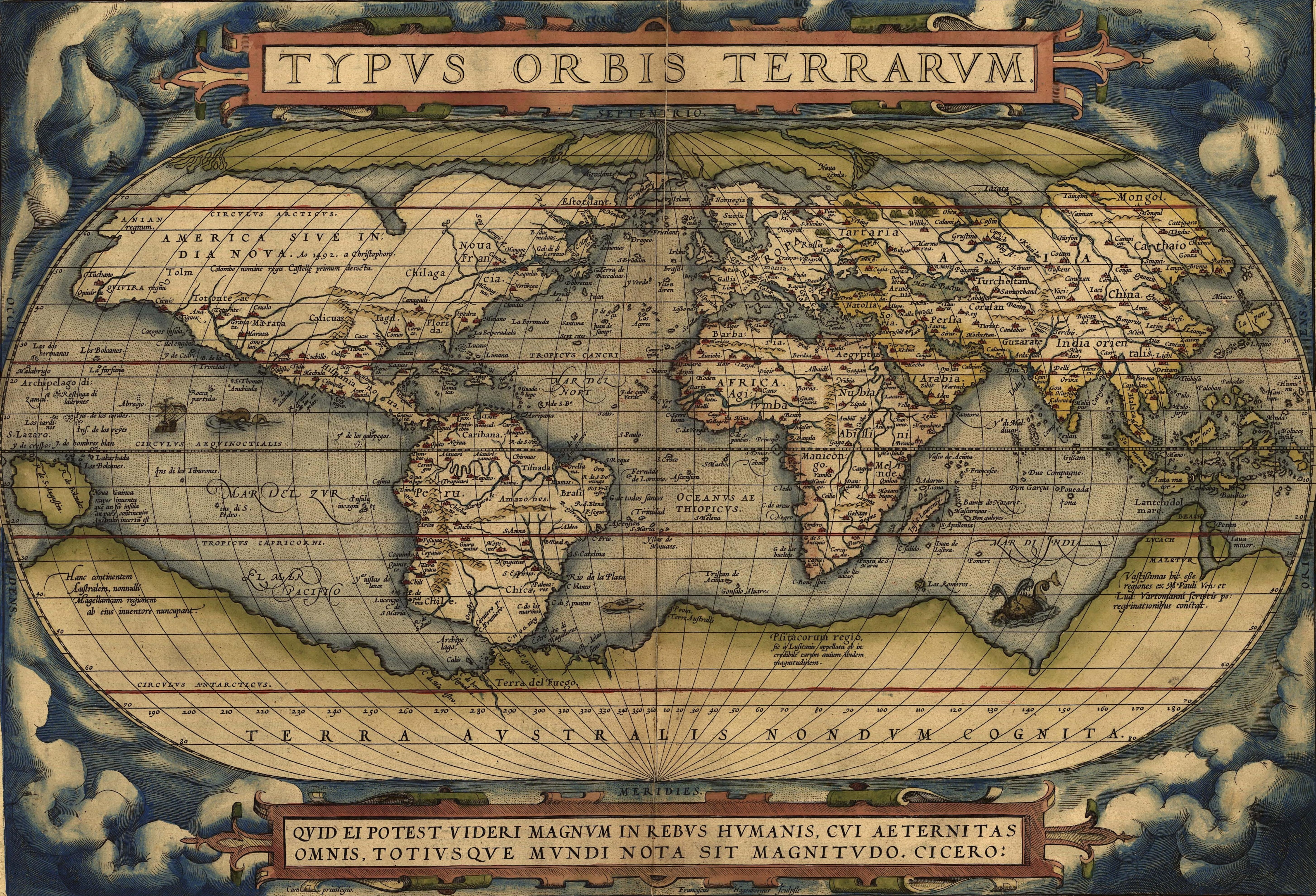
في 1570 (20 مايو) نشر جيل كوبينز دي ديست في أنتويرب 53 خريطة أنشأها أبراهام أورتيليوس تحت عنوان Theatrum Orbis Terrarum ، والتي تعتبر "الأطلس الحديث الأول". ثلاث طبعات لاتينية من هذا (إلى جانب الهولندية ، فرنسي وطبعة ألمانية) ظهرت قبل نهاية عام 1572 ؛ خمسة وعشرون طبعة صدرت قبل وفاة أورتيليوس في 1598 ؛ ونُشر عدد آخر في وقت لاحق ، لأن الأطلس استمر في الطلب حتى عام 1612. هذه هي خريطة العالم من هذا الأطلس.

ثيتروم أوربيس تيراروم (الإنجليزية: «مسرح العالم») يعتبر أول أطلس الحديثة الحقيقية. كتبه أبراهام أورتيليوس ، بتشجيع قوي من جيليس هوفتمان. تم طبعه في الأصل في 20 مايو 1570، في أنتويرب، وهو يتألف من مجموعة من أوراق الخرائط الموحدة والنصوص الداعمة ملزمة لتشكيل كتاب من أجله لوحات طباعة نحاسية كانت محفورة على وجه التحديد. يشار إلى أطلس أورتيليوس أحيانًا على أنه ملخص لرسم الخرائط في القرن السادس عشر. غالبًا ما يُعتبر نشر ثيتروم أوربيس تيراروم (1570) بمثابة البداية الرسمية للعصر الذهبي لرسم الخرائط الهولندية (حوالي 1570 - 1670).

## معرض صور

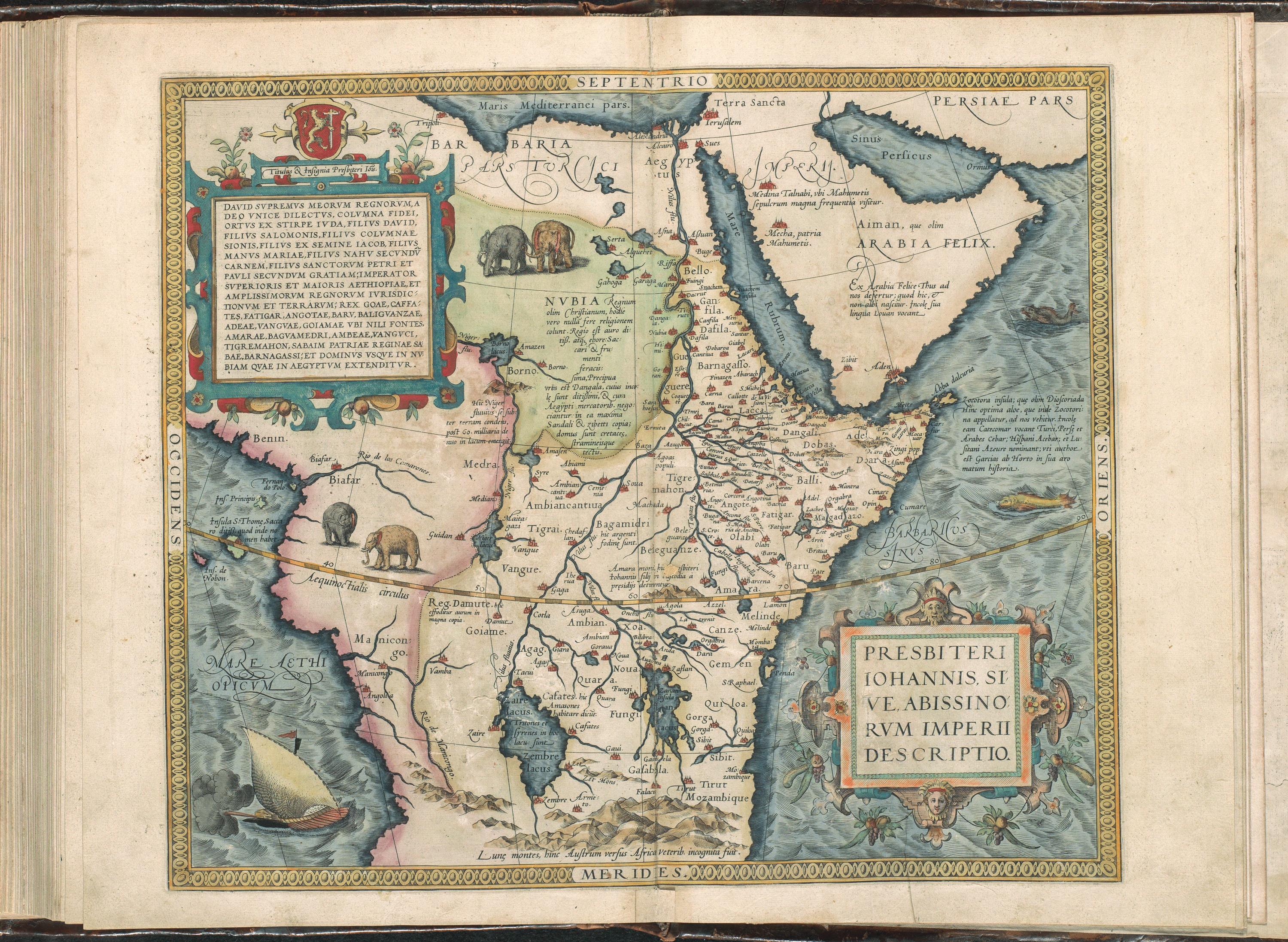
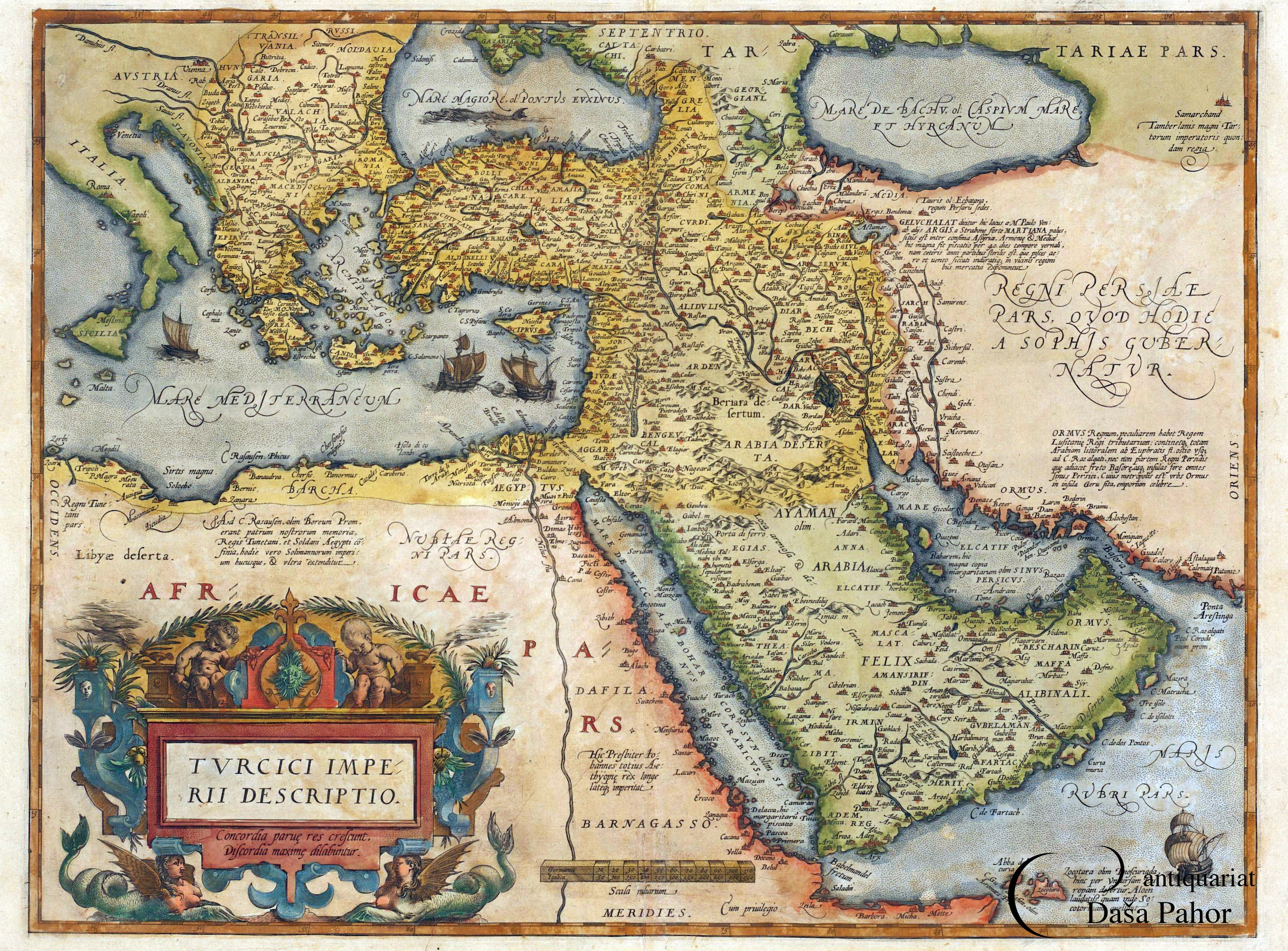
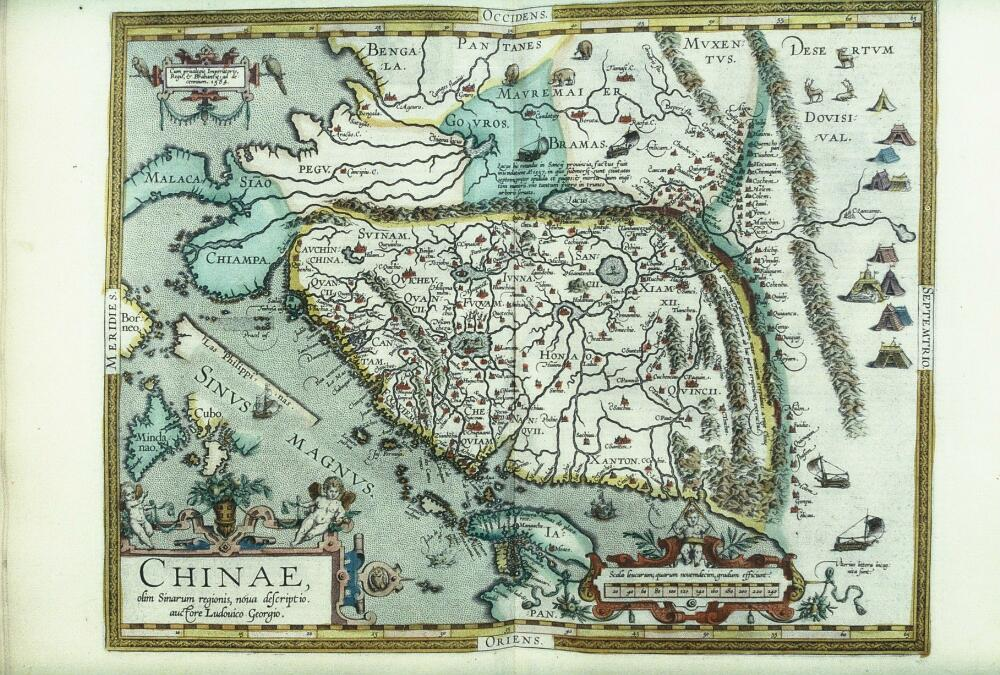
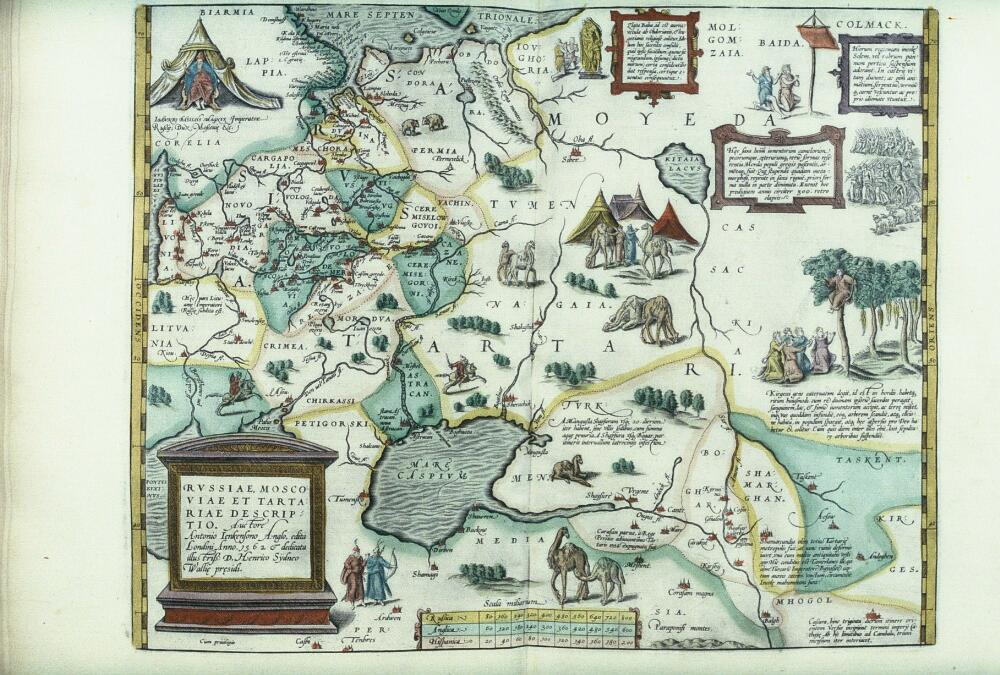